# Frise-rolroer
Een Frise-rolroer is een speciaal soort rolroer bedacht door ingenieur Leslie George Frise (1897 - 1979), met als extra functie het tegengaan van het haakeffect.

## Werking
Het verschil tussen een gewoon rolroer en een Frise-rolroer is de vorm van de voorrand van het roer en de plaats van de as waarom het roer draait. Bij een Frise-rolroer ligt de draaias een stuk verder naar achter (op zo'n 20% van de vleugelkoorde) en een stuk verder naar beneden. Gevolg is dat als het roer een uitslag naar boven heeft de voorrand van het roer in de luchtstroming komt te staan. Door ook nog eens een minder gestroomlijnde vorm te hebben gegeven aan het roer neemt de parasitaire weerstand aan deze vleugel toe. De vleugel aan de andere kant van het vliegtuig, die juist een neerslaand roer heeft, heeft altijd al een toename in luchtweerstand (geïnduceerde weerstand). Gevolg van het Frise-rolroer is dat de totale luchtweerstand aan beide vleugels ongeveer gelijk blijft waardoor het vliegtuig geen haakeffect vertoont en dus geen gierbeweging maakt bij het aanrollen. 